# Aedes nigripes
Muỗi Bắc Cực (Danh pháp khoa học: Aedes nigripes) là một loài muỗi vằn trong họ muỗi Culicidae sinh sống ở Bắc Cực. Chúng là loài muỗi có kích thước rất lớn và ngày càng phát triển ở vùng Bắc Cực trong điều kiện biến đổi khí hậu.

## Đặc điểm
Chúng có kích thước lớn đến mức người ta gọi loài muỗi này là muỗi khổng lồ vì chúng có kích thước lớn hơn nhiều so với loài muỗi bản địa ở Mỹ. Vào mùa hè ấm áp, loài muỗi này sinh sôi nảy nở thành từng đàn lớn. Ở Bắc Cực không có quá nhiều động vật để hút máu, nên khi phát hiện ra con mồi, chúng sẽ lao vào rất dữ tợn để liên tục hút máu. Chúng cứ bám riết lấy con mồi không chịu buông tha.
Chúng có khả năng thích nghi rất tốt, sự thích ứng của loài muỗi với biến đổi khí hậu chỉ ra rằng khi nhiệt độ tăng lên một độ C, loài muỗi sẽ phát triển nhanh hơn 10%. Nếu nhiệt độ trung bình tăng lên hai độ C, khả năng sống sót của chúng tăng lên 52%. 

## Tình trạng
Loài muỗi khổng lồ Bắc Cực đang phát triển rất mạnh do thời tiết ấm lên và đe dọa gây hại cho nhiều loài động vật. Loài muỗi này tung hoành cả ngày đêm, ở Bắc Cực vào đúng mùa của chúng, ta có thể chứng kiến cảnh hàng trăm con muỗi đang chờ đợi một bữa tiệc máu. Hiện chúng nhiều và to đến mức nhiều người đến Bắc Cực đã gọi hài hước chúng là "chim đại diện bang Alaska".
Chúng đang phát triển mạnh vì Bắc Cực ấm lên, gây hại cho con người cũng như nhiều loài động vật hoang dã, đặc biệt là loài tuần lộc Bắc Cực (Caribou). Khi bị loài muỗi này tấn công, những con tuần lộc thường di chuyển tới những khu vực cằn cỗi, giá lạnh để tránh muỗi, khiến nhiều con non có nguy cơ bị chết đói. Tuần lộc là một nguồn sinh kế quan trọng đối với cộng đồng địa phương. Nhưng sự gia tăng nhanh chóng của loài muỗi sẽ để lại những hậu quả tiêu cực đối với sức khỏe và sinh sản của loài tuần lộc. 